# Scream 3
Scream 3 è un film del 2000 diretto da Wes Craven, terzo capitolo dell'omonima serie cinematografica slasher.
Negli Stati Uniti, la pellicola è stata classificata “R” Restricted, cioè vietato ai minori di 17 anni, “per la presenza forte di violenza, terrore e linguaggio”.
Originariamente, avrebbe dovuto essere l'ultimo capitolo della saga, a conclusione di una trilogia, ma, nel 2011, Craven riprese la saga con Scream 4.

## Trama
Hollywood, Febbraio 2000. Cotton Weary, che ora vive a Los Angeles ed è conduttore di un talk show televisivo di successo, 100% Cotton, viene contattato da Ghostface, che chiede di sapere dove si trovi Sidney Prescott minacciando di uccidere la sua ragazza Christine. Cotton si rifiuta di rispondere così l'assassino interrompe la chiamata e aggredisce Christine facendole credere che dietro la maschera ci sia proprio Cotton. La ragazza riesce a nascondersi e, una volta arrivato Cotton, lo accusa di essere diventato pazzo e lo tiene lontano con una mazza da golf arrivando pure a colpirlo. Tuttavia, la ragazza finirà uccisa da Ghostface e, dopo un breve scontro, anche Cotton viene ucciso.
Gale Weathers, durante una conferenza stampa, incontra il detective Kincaid, che le chiede aiuto per le indagini sul duplice omicidio, in quanto la giornalista è personalmente coinvolta nella strage di Woodsboro e negli omicidi del Windsor college. Kincaid inoltre mostra a Gale una foto che l'assassino ha lasciato sul cadavere di Cotton, e la donna riconosce Maureen Prescott. Gale, quindi, si dirige a Hollywood presso il set di Squartati 3 dove rivede Linus, che ora lavora sullo stesso set come consulente. L'assassino, penetrato negli studi Sunrise (in cui viene girato il film), utilizza un simulatore vocale per trarre in inganno e uccidere l'attrice Sarah Darling.
Intanto Sidney si trova con suo padre in una casa isolata, in montagna, confinata e senza poter uscire per paura di essere uccisa dal maniaco di turno (di cui ha incubi ricorrenti in cui l'assassino appare insieme a sua madre). Ma una sera, Ghostface telefona a Sidney, svelando in questo modo di aver capito dove si nasconde e lasciandole intendere che ucciderà tutto il cast di Squartati 3 per arrivare a lei. Sidney capisce quindi di non essere più al sicuro e fugge in direzione di Hollywood; Intanto, lo stesso cast si riunisce, insieme a Linus e Gale, a una festa di addio al film chiuso a casa di Jennifer Jolie, dove l'assassino uccide la guardia del corpo di Jennifer e fa saltare in aria la casa. Sopravvivono tutti, eccetto Tom Prinze.
Sidney, riunitasi con Linus e Gale, incontra Martha Meeks, la sorella di Randy, morto negli omicidi del Windsor College, presso gli studi Sunrise, che fa vedere loro la cassetta registrata da Randy, una sorta di "eredità" in cui spiega le regole della trilogia e come sconfiggere l'assassino.
Dopo aver riconosciuto gli studi Sunrise in una delle foto lasciate dall'assassino, Gale e Jennifer si recano negli archivi e scoprono così che Maureen Prescott è stata in passato un'attrice con lo pseudonimo di Reena Raynolds, e che ha recitato in tre film horror prodotti da John Milton, lo stesso produttore di Squartati. Insieme a Linus si recano da Milton per sapere la verità. Milton dopo un po' di esitazioni confessa che Maureen, durante la breve carriera di attrice, finì per subire violenza sessuale durante un party con alcuni produttori.
Sidney, dopo essere stata aggredita dall'assassino sul set, viene portata via da detective Kincaid, mentre Gale, Jennifer e Linus partecipano alla festa di compleanno del regista di Squartati 3, Roman Bridger, presso la villa di Milton. Alla festa sono presenti anche Angelina Tyler e Tyson Fox. L'assassino giunge sul posto, e il cadavere di Roman viene ritrovato da Gale e Jennifer in uno scantinato. Angelina, terrorizzata, tenta di fuggire dalla villa, ma viene accoltellata da Ghostface; Tyson, trovandosi faccia a faccia con l'assassino, tenta di affrontarlo, ma viene pugnalato e poi gettato giù da un terrazzo; e infine Jennifer, che scappa attraverso un passaggio segreto, viene scovata e uccisa. Gli unici sopravvissuti sono Gale e Linus, che vengono presi in ostaggio da Ghostface. L'assassino dunque chiama Sid, ancora nell'ufficio di Kincaid, minacciando di uccidere i suoi due amici, a meno che lei non si presenti subito alla villa. Sidney arriva e cerca di liberare Linus e Gale, ma viene aggredita da Ghostface. Riesce a sparargli ma non a ucciderlo, perché questi indossa un giubbotto antiproiettile; l'assassino sparisce e subito dopo arriva il detective Kincaid, dicendo di essere lì per fare un controllo. Sid sembra sospettare anche del poliziotto, finché non riappare improvvisamente Ghostface che aggredisce l'uomo. La ragazza fugge in una sala di proiezione nascosta, dove viene intrappolata da Ghostface.
L'assassino si rivela essere Roman, che aveva solo inscenato la sua morte. Roman svela di essere il fratellastro di Sidney, poiché figlio illegittimo di Maureen Prescott, che aveva concepito e poi dato in adozione quand'era ancora un'attrice di Hollywood. Quattro anni prima, Roman aveva tentato di riconciliarsi con la madre Maureen, dopo che quest'ultima si era lasciata alle spalle il suo passato hollywoodiano e aveva fatto ritorno a Woodsboro, per poi venire rinnegato come figlio. Così il regista, per vendicarsi, aveva mostrato a Billy Loomis le prove di una relazione tra Maureen e il padre di lui, fornendogli così un pretesto per ucciderla; Roman avrebbe dunque innescato gli omicidi dei film precedenti. Tuttavia, la gelosia che lo stesso uomo provava per Sidney l'aveva costretto finora a perseguitare anche la protagonista.
Roman infine spiega la sua intenzione di uccidere Sidney, e di incastrare proprio lei per gli omicidi compiuti, non prima di aver ucciso davanti ai suoi occhi il produttore John Milton. Sidney lo accusa di essere la causa di quanto avvenuto nel corso della trilogia, e tra i due nasce una lotta, che sembra concludersi quando Roman le spara, credendo di averla finita, quando in realtà Sid aveva un giubbotto antiproiettile che le salva la vita e ferisce Roman con un punteruolo; Linus, arrivato con Gale e Kincaid in soccorso di Sidney, finisce l'uomo con un colpo di pistola alla testa dopo che quest'ultimo si era rialzato.
Passato del tempo, Linus fa una proposta di matrimonio a Gale, che accetta, mentre Sidney e il detective Kincaid sono una nuova coppia. I quattro amici si ritrovano a casa di Sidney e vogliono guardare un film: a un certo punto la porta della casa si apre misteriosamente, ma Sidney non s'infastidisce e si aggrega al trio in un'altra stanza, lasciando la porta aperta: finalmente non è più schiava del suo terrore e della costante paranoia di essere uccisa dallo psicopatico.

## Riprese
Le riprese del film si sono tenute tra i mesi di luglio e settembre 1999.

## Home video
La versione in Home video è uscita nel 2001 e il DVD è stato distribuito dalla Hollywood Pictures. Il disco contiene un Dietro le quinte dei film della saga e alcune scene tagliate.
Come il precedente film, anche questo è stato ridistribuito dalla Eagle Pictures sia in DVD sia in Blu-Ray.

## Curiosità
- Il personaggio di Mark Kincaid (Patrick Dempsey) richiama quello di Roland Kincaid (Ken Sagoes), personaggio del film Nightmare 4: il non risveglio di Renny Harlin. La saga di Nightmare, come noto, nasce nel 1984 dal genio di Wes Craven.
- Nella sceneggiatura di Kevin Williamson gli assassini erano in realtà soci di un fanclub dei film Squartati e Squartati 2, formato da ragazzi e ragazze di Woodsboro che avevano architettato gli omicidi. Il finale prevedeva che Sidney entrasse in una casa dopo una festa in cui Ghostface aveva ucciso tutti e il colpo di scena finale sarebbe stato che proprio quei tutti si rialzavano, nessuno di loro era davvero morto e avevano pianificato il tutto per diventare famosi. Alla fine l'idea fu scartata a causa del massacro della Columbine High School.
- Originariamente dovevano esserci due assassini: Roman Bridger e Angelina Tyler. Ma ai produttori l'idea non piaceva e lasciarono solo Roman. Scream 3 è l'unico film della saga con un solo killer.
- Nell'accettare di dirigere Scream, Wes Craven ha ipotecato subito la regia dei capitoli seguenti, per evitare il fiorire di sequel spuri come accaduto per la saga di Nightmare.
- Sull'etichetta della videocassetta su cui Randy registra il filmato c'è scritto Scary Movie, che era il titolo che Scream avrebbe dovuto avere. Il titolo venne poi usato dalla parodia del film.
- Come nel film anche nella realtà Courteney Cox si è sposata con David Arquette.
- Il killer mascherato, Ghostface, usa sempre un simulatore vocale, in originale la voce è di Roger L. Jackson e nella versione italiana di Carlo Valli. L'uso della stessa voce in tutti e tre i film dà la sensazione di essere di fronte allo stesso assassino, nonostante siano invece persone diverse.
- Come nel primo e secondo film, è presente un cameo del regista: l'uomo che gira in bici, alle spalle dei protagonisti, nello studio cinematografico dove girano il film Squartati 3.